# Torotix
Torotix je izumrli monotipski rod vodenih ptica, koji se sastoji od vrste Torotix clemensi. Živjela je blizu obala mjesta Western Interior Seaway, ali nije poznato je li bila slatkovodna ptica, jer je prepoznata samo iz ramene kosti. 
Izgleda da je dosta povezana s precima nekih modernih ptica. U početku je bilo predlagano da je u bliskom srodstvu s današnjim plamencima, ali kasnija usporedna izučavanja pokazala su da je sličnija pelikankama, bubnjavkama i močvaricama (barske/obalne ptice). 